# Гологлавски височини
Гологлавските височини (Гоглавски рид, Гола глава) са нископланински и хълмисти възвишения, източно продължение на Конявска планина, разположени на територията на Пернишка и Кюстендилска област.
Височините представляват източно продължение на Конявска планина, като на север и югоизток склоновете им постепенно затъват съответно в Радомирската и Дупнишката котловина, а на югозапад – към историко-географската област Разметаница. На запад чрез седловина висока 885 m се свързват с Конявска планина, а на изток, в района на село Делян, чрез седловина висока 710 m – с планината Верила. В района на град Дупница, крайните южни разклонения на височините се отделят от Рила чрез долината на река Джерман.
Ридът има форма на дъга, отворена на югозапад, с дължина около 18 – 20 km и ширина от 5 – 6 km. Най-високата му точка е връх Манастирище (Развалена църква 1094,4 m), отстоящ на около 2 km североизточно от град Бобов дол. Склоновете на височините на север са по-стръмни, очертаващи рязко южната периферия на Радомирската котловина, а на юг са силно изтеглени към долината на река Разметаница (десен приток на Джерман). Изградени са предимно от палеогенски пясъчници, мергели и конгломерати. Северните части на височините се отводняват от левите притоци на река Арката (ляв приток на Струма), а източните и югозападните съответно от десните притоци на река Тополница и левите на Разметаница, като последните две са от басейна на река Джерман (ляв приток на Струма). Почвите са предимно кафяви горски. Обрасли са с редки дъбови гори.
В подножието на височините са разположени 1 град и 12 села:
- Област Кюстендил – 1 град и 7 села: Блатино, Бобов дол, Делян, Дяково, Кременик, Мало село, Мламолово и Пиперево;
- Област Перник – 5 села: Гълъбник, Жедна, Касилаг, Кондофрей и Чуковец.[1]

По източното и западното подножие на височините преминават два пътя от Държавната пътна мрежа на България:
- По източното подножие, от село Делян до град Дупница, на протежение от 19,7 km – участък от първокласен път № 1 Видин – София – Благоевград – ГКПП „Кулата“;
- През седловината отделяща ги от Конявска планина, от град Бобов дол до село Женда, на протежение от 12,2 km – участък от третокласен път № 623 Дупница – Бобов дол – Земен – Трекляно.[1]

## Топографска карта
- Лист от карта K-34-58. Мащаб: 1 : 100 000.
- Лист от карта K-34-59. Мащаб: 1 : 100 000.
- Лист от карта K-34-71. Мащаб: 1 : 100 000.